# Hippodameia
Hippodameia (řecky Ιπποδάμεια, latinsky Hippodamia) je v řecké mytologii dcera krále Oinomaa v élidské Píse.
Králi Oinomaovi dávná věštba říkala, že zahyne rukou svého zetě. A tak jeho dcera Hippodameia, vyhlášená svou krásou, dlouho marně čekala na ženicha. Její otec totiž vyhlásil, že její ruku dostane ten muž, který ho porazí v závodech s koňmi. S dodatkem, že poraženému srazí hlavu a ještě ho probodne.
Když do Písy dorazil Pelops, syn Tantalův, zdobily hradní bránu hlavy už osmnácti nápadníků. Pelopovi se však Hippodameia tolik líbila, že o ni i přesto hodlal usilovat. Požádal krále o její ruku a byl vyzván k závodu. Oba soupeři měli vynikající spřežení a k tomu vozy – ten Oinomaův byl od jeho otce, boha války Area stejně jako koně, kteří nikdy neprohráli, i když král svým soupeřům dokonce dával náskok. Vůz Pelopův měl křidélka na kolech, podle jiných ale
měl okřídlené koně. Pravda je, že Pelops nechtěl nic riskovat a požádal královského vozataje Myrtila, aby pro něj udělal službu. Myrtilos kývl – poté, co si vymínil, že první noc s Hippodamií stráví on, vyměnil v králově voze bronzový zákolník za voskový a Oinomaos, který se tryskem blížil k cíli a už s napřaženým oštěpem chtěl zabít Pelopa, v cílové rovince vypadl z vozu a roztříštil si hlavu. Podle jiného podání jej uvláčeli vlastní koně.
Jeho pomocník Myrtilos za zradu svého krále nedostal slíbenou odměnu, chtěl prý dokonce půl království, nedočkal se ani vděku. Jeho nový král ho srazil ze skály. Posledními slovy Myrtilos Pelopa a jeho budoucí pokolení proklel. A jeho otec, bůh Hermés, dohlížel, aby prokletí došlo svého naplnění.
Pelops „litoval“ královy smrti, obětoval bohům, dodržel povinný smutek a pak se oženil s krásnou Hippodameiou a převzal následnictví trůnu. Měl se svou manželkou spoustu synů, z nichž ale v bájích vynikli svou krutostí Átreus a Thyestés.
Geny a činy jejich děda Tantala i jejich otce jim vedly mysl i ruku, takže násilnou smrtí zemřela řada mužů Pelopova rodu, mezi nimi i Átreus a Thyestés.
Pelops měl také syna nemanželského, s nymfou Axiochou zplodil syna Chrýsippa. Jeho postavení v rodině bylo od počátku složité, jeho macecha i nevlastní bratři ho zrovna nemilovali. Pak se stalo, že Chrýsippa nechal unést thébský král Láios, který se do něj zamiloval. Hippodameia naváděla své syny, aby Chrýsippa utopili v studni, ale oni odmítli. Proto se sama královna vplížila v noci do ložnice krále Láia a vedle něj ležícího Chrýsippa probodla. Podezření z vraždy by padlo na Láia, ale Chrýsippova poslední slova obviňovala jeho nevlastní matku. Pohnutky k tomuto činu se hledaly v nelásce Hippodameie a jejích vlastních synů, ale také v obavách, aby Pelops neodkázal svou moc a majetek právě levobočkovi a vynechal své vlastní syny. Hippodameia údajně po činu uprchla a spáchala sebevraždu.
Každopádně po smrti Chrýsippa vyslovil Pelops další řadu prokletí – za tu vraždu proklel své syny Átrea i Thyesta a také krále Láia, aby zahynul rukou svého syna. Což se také stalo, jeho vrahem se stal jeho nepoznaný syn Oidipus.